# Ходосовка
Ходосовка (укр. Ходосівка) — село в Обуховском районе Киевской области Украины.

## География
Ходосовка находится вблизи юго-западной окраины Киева. Село занимает площадь 4,52 км².
К северо-западу от Ходосовки находится Ходосовское городище (Большое) раннего железного века — одно из трёх городищ-гигантов лесостепи Украины, памятник археологии национального значения. Его вал имеет форму подковы размерами 4,5*3,0 км, длину 10—12 км и высоту до 8 м. Кое-где под ним видно заплывший ров. Во времена Киевской Руси вал городища был встроен в систему последнего рубежа обороны на подступах к Киеву.
К юго-востоку от села находится Малое (Круглое) Ходосовское городище зарубинецкого времени, памятник местного значения. Оно расположено на высоком холме (останце), имеет размер 140*60 м, а остаток его вала достигает 5—6 м в высоту. Во времена Киевской Руси на городище стояла крепость.

## Название
Историческое название — Феодосовка (укр. Феодосівка). Село названо в честь церковного деятеля Феодосия Печерского, который считается покровителем посёлка. Из-за некоторых особенностей украинского языка, название менялось: из Феодосовки оно превратилось сначала в Хвеодосовку, потом — в Хводосовку, а после обрело современное название.
Некоторые жители села утверждают, что правильное название села — Ходосеевка (укр. Ходосіївка). Якобы, посёлок получил своё название от слов «ходить» и «сеять» (укр. ходити и укр. сіяти соответственно).

## Археологическая экспедиция
С 2003 года, на территории села ведёт исследовательскую деятельность северная постоянно действующая археологическая экспедиция. Руководитель —  Готун Игорь Анатольевич.
Экспедиция исследует многослойное поселение 1 тысячелетия XVIII века и, одновременно, является базой для экспериментальной археологии. Здесь проводится натурное моделирование гончарного ремесла, кузнечества, сыродутного процесса, бортничества и медоварения.

## Стилизованный нидерландский городок «Мануфактура»
В селе построен первый на Украине стилизованный нидерландский городок «Мануфактура», в котором представлены практически все торговые мировые марки, арт-галереи, выставки, детские и взрослые зоны отдыха.

## Современная медицинская клиника
С апреля 2017 года открылась современная медицинская клиника «Мануфактура», представляющая широкий спектр поликлинических, стационарных, диагностических услуг.

## Социальная инфраструктура
- Современный 4-звёздочный отель «Мануфактура»[4].
- Частный детский сад «Світлиця» с инновационными методами воспитания и развития детей[5].
- Современный 4-зальный 3D-кинотеатр «Батерфляй-кантрі»[6].
- Большой торговый центр «Мегамаркет»[7].
- Современные жилищные комплексы «Новая Конча-Заспа» и «Vlasna» [8]
- Современный фитнес-клуб «Дельтаплан»[9].

В настоящее время, село Ходосовка с наличной современной инфраструктурой не имеет аналогов в Киевской области и всей Украине.

## Население
Численность населения села по переписи 2001 года составляла 1354 человека.

## Местный совет
Село Ходосовка — административный центр Ходосовского сельского совета.
Адрес местного совета: 08173, Киевская обл., Киево-Святошинский район, с. Ходосовка, ул. Панаса Мирного, 2.